# Kaštel Rušinac u Kaštel Lukšiću
Kaštel Rušinac je stara utvrda u mjestu Kaštel Lukšiću. Predstavlja utvrđeni ljetnikovac. S crkvicom sv. Ivana Krstitelja čini cjelinu koja je zaštićeno kulturno dobro. Nalazi se na adresi Šetalište Miljenka i Dobrile 49.

## Povijest
Prema odobrenju iz 1482. godine Mihovil Rosani (Rušinić) izgradio je svoj kaštel na hridima obale. Prema tipu utvrde to je utvrđena kuća poput kaštela Lippeo ili kaštela Andreis.Oko kaštela kasnije je izrađen obrambeni zid utvrđenog naselja. Kako je kaštel izgrađen na kopnu, ulazna vrata su bila na prvom katu, u kaštel se ulazilo preko stepenica i pokretnog mosta. Na južnom pročelju nalaze se morska vrata karakteristična za sve kaštelanske utvrde. U kaštelu prostor za vlasnika (piano nobile) nalazi se na prvom katu, a ne na drugom kao što je slučaj na ostalim kaštelima. Kaštel i selo nisu bili dobro utvrđeni, te su sredinom 17.stoljeća napušteni. Od sela sačuvana je crkvica sv. Ivana u kojoj se nalazi grob s natpisom "Pokoj ljubovnikom" u kome počivaju nesretni ljubavnici Miljenko i Dobrila.

## Opis dobra
Mletačka vlast je 1482. godine izdala dozvolu trogirskom plemiću Mihovilu Rosaniju za gradnju objekta obrambenog karaktera na hridinama u moru današnjeg Kaštel Lukšića. Objekt je izgrađen na morskoj hridi, a predstavlja tip utvrđene rezidencijalne kuće. Prema položaju renesansnih prozora pretpostavlja se da je reprezentativni piano nobile bio na prvom katu. Danas je Rušinac arhitektonski sklop opkoljen zidom s tri strane. Kompleks čine dvije kuće na jugu te vrt na sjeveru ograđen zidom. Pretpostavlja se da su značajne preinake ljetnikovca Rosani nastale u 18.st. Crkva sv. Ivana koja se nalazi tik uz sjeverni zid naselja bila je župna crkva sela.

## Zaštita
Pod oznakom Z-4310 utvrđeni ljetnikovac i crkvica zavedeni su pod vrstom "nepokretna kulturna baština - pojedinačna", pravna statusa zaštićena kulturnog dobra, klasificirano kao "vojne i obrambene građevine".

## Galerija
- Kaštel obitelji Rosani - Rušinac
- pogled s kopna
- pogled s mora